# Overklassen på udebane
Overklassen på udebane er et dansk tv-program oprindeligt sendt på Danmarks Radio i 2016. Programmet handler om to rigmænd, der stifter bekendtskab med underklassens verden. Omdrejningspunktet i programmet er at sætte to verdener sammen, der ikke ofte mødes.

“Overklassen på udebane”  og søsterprogrammet “De røde på udebane” er en del af DRs fokus fra 2016 på ulighed . Serierne er i tre afsnit; “Overklasse på udebane”, “De røde på udebane” og en direkte tv-event, der gik tæt på uligheden i Danmark. Programmerne er produceret for Danmarks Radio af Impact TV ApS.

## Handling
I de to programmer på DR1 ’Overklassen på udebane’ og ’De røde på udebane’ blev seerne inviteret indenfor i to meget forskellige verdener, hvor fokus var at sætte repræsentanter fra befolkningsgrupper, der sjældent møder hinanden, ind i hinandens verden. I dette program var to repræsentanter for overklassen på besøg i underklassen. I programmerne deltager repræsentanterne fra overklassen; mode- og rigmand Erik Brandt(født 16. oktober 1943) samen dronningens tidligere ceremonimester, Christian Eugen-Olsen(født 22. marts 1941), ved at prøve at leve som repræsentanter for underklassen. De to rigmænd prøver at være kassedame for en dag, prøver at være stuepige på hotel, og endeligt møder de to mænd fra overklassen et par, der ikke lever af andet end deres folkepension.

## Hæder
Programmet blev hædret ved Årets tv-priser 2017, i kategorien
“Årets nyskabelse – fakta: programmer udsendt mellem 1. maj 2015 og 31. oktober 2016”

## Eksterne links
- https://impacttv.dk
- https://www.dr.dk/om-dr/programmer-og-koncerter/overklassen-paa-udebane-og-de-roede-paa-udebane